# Stethojulis albovittata

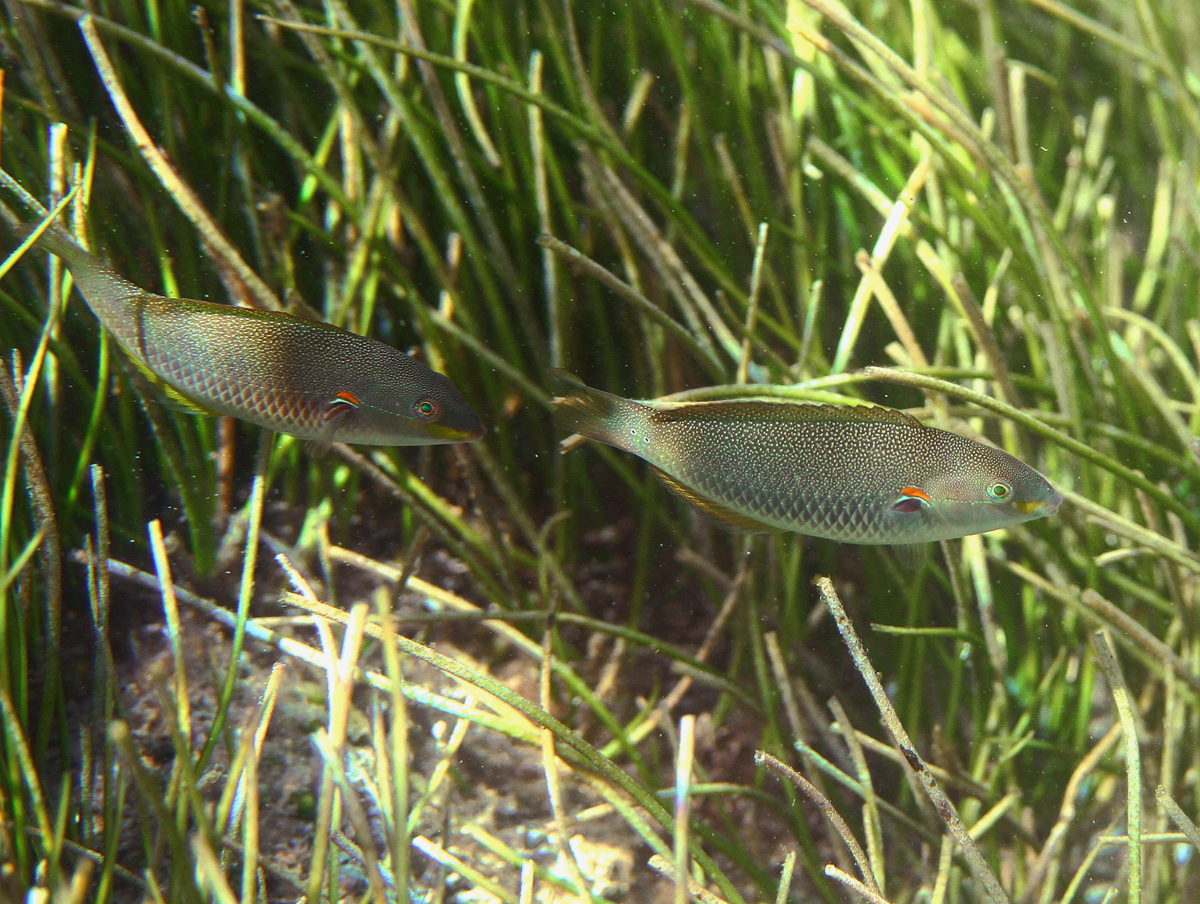
Femmine

Stethojulis albovittata (Bonnaterre, 1788) è un pesce osseo marino appartenente alla famiglia Labridae diffuso nell'oceano Indiano.

## Distribuzione e habitat
Il suo areale si estende dall'Africa orientale (dal KwaZulu-Natal in Sudafrica al Mar Rosso) fino alla costa ovest della Thailandia. È presente nelle acque di Maldive e Isole Chagos. È comune in barriere e lagune coralline; in alcune parti del suo areale vive su fondali rocciosi e in praterie marine, ma non si spinge oltre i 20 m di profondità.

## Descrizione
Presenta un corpo allungato e compresso lateralmente la cui lunghezza massima registrata è di 14 cm. La pinna caudale ha il margine dritto, la pinna dorsale e la pinna anale sono basse e lunghe, rispettivamente con 9 e 3 raggi spiniformi.
Le femmine hanno una colorazione prevalentemente brunastra puntata di bianco, più chiara sul ventre, e due macchie scure sul peduncolo caudale. È presente una macchia rossa alla base delle pinne pettorali che tende a sparire nel corso della vita del pesce, fino ad essere del tutto assente nei maschi adulti. Questi ultimi hanno una colorazione verde attraversata da tre linee orizzontali di un azzurro acceso: una alla base della pinna dorsale e due che si estendono lungo il corpo fino al peduncolo caudale. Presentano inoltre striature azzurre più brevi sulla testa.

## Biologia

### Comportamento
Può formare gruppi di qualche femmina e un solo maschio.

### Alimentazione
Si nutre di invertebrati che trova "beccando" rapidamente il substrato durante il giorno. Preda prevalentemente piccoli molluschi e crostacei.

## Conservazione
È una specie dall'areale ampio in parte del quale è piuttosto comune, e il prelievo per l'acquariofilia è relativamente modesto. La lista rossa IUCN classifica quindi questa specie come "a rischio minimo" (LC).